# Прекрасная Лючия (пасьянс)
Прекрасная Лючия (фр. La Belle Lucie, варианты перевода названия: прекрасная Люция, прекрасная Люси) — пасьянс из одной колоды в 52 листа.

## Раскладка
Колоду из 52 карт тасуют и раскладывают на 18 вееров: 17 по 3 карты плюс ещё одна отдельно лежащая карта.
Цель пасьянса состоит в собирании карт по масти в восходящем порядке на базовые карты — тузы, которые по мере выхода из расклада перемещаются в базовый ряд.
Разрешается перекладывать карты с одного веера на другой по масти в нисходящем порядке (например, десятку червей можно положить только на червонного валета).
Израсходованные вееры не возобновляются.
Если не удалось собрать все карты на базовые, оставшиеся в веерах карты разрешается перетасовать и разложить заново ещё дважды.
Пасьянс сошёлся, если на тузах подобраны масти в восходящем порядке до королей.

Раскладка пасьянса «Прекрасная Лючия»

## Варианты правил
- Разрешается перекладывать карты между веерами не только по одной, но и сериями, упорядоченными по масти в нисходящем порядке.
- Тузы в начале игры выбирают из колоды и выкладывают на базы. Остальные 48 карт раскладывают на 16 вееров.
- Вариант с колодой в 36 карт: выкладываются 12 вееров по 3 карты. На базовые тузы складываются карты, начиная с шестёрки.
- Вариант с двумя колодами называется «Дом в лесу» (англ. House in the Woods). В этом случае 104 карты раскладываются на 35 вееров: 34 по 3 карты и один в 2 карты. Базовыми картами являются восемь тузов, на которые складываются карты от двойки до короля[5].
- Также существует вариант с двумя колодами, «Дом на холме», в котором базовыми картами являются четыре туза и четыре короля разных мастей. На тузы складываются карты в восходящем порядке до королей, а на короли — в нисходящем порядке до тузов[6].
- «Три перетасовки и выдёргивание» (англ. Three Shuffles and a Draw): если после третьего раскладывания пасьянс всё ещё не удаётся собрать, разрешается взять одну карту, не являющуюся верхней в веере, и положить её по правилам на базу или один из вееров.